# Tour du bois
Tour du bois (česky Dřevěná věž) byla jedna z hlavních věží městského opevnění Paříže. Věž nechal postavit francouzský král Karel V. v letech 1356-1383 při rozšiřování hradeb na pravém břehu.
Hradby Karla V. navazovaly na starší opevnění Filipa II. Augusta a zahrnovaly předměstí (především Marais), která vznikla za starými hradbami. Nové hradby byly spojeny se zdmi paláce Louvre.
Věž byla postavena na břehu Seiny na ochranu západní strany, která byla považována za nejvíce ohroženou, neboť ležela ve směru na Normandii obsazenou během stoleté války Angličany a odtud se tedy očekával pravděpodobný útok. Podél řeky byla vybudována zeď až k věži tour du coin, jejíž základy se dochovaly.
Věž byla zbořena kolem roku 1670.